# ماریان مارش
ماریان مارش (انگلیسی: Marian Marsh؛ ۱۷ اکتبر ۱۹۱۳ – ۹ نوامبر ۲۰۰۶) یک هنرپیشه اهل ترینیداد و توباگو بود. وی بین سال‌های ۱۹۲۹ تا ۱۹۵۸ میلادی فعالیت می‌کرد.
از فیلم‌ها یا برنامه‌های تلویزیونی که وی در آن نقش داشته است می‌توان به پایان پنج ستاره و بزن‌بکوب! اشاره کرد.